# Berger Tobel
Das Gebiet Berger Tobel ist ein mit Verordnung vom 19. Dezember 2003 durch die Körperschaftsforstdirektion Tübingen ausgewiesener Schonwald (Schutzgebiet-Nummer 200233) bei Hochdorf im Landkreis Biberach in Baden-Württemberg.

## Lage
Bei dem Schutzgebiet handelt es sich um Buchen-Althölzer mit zerstreuter Beimischung von Esche und anderen Laubbäumen südöstlich von Schweinhausen. 
Das Schutzgebiet befindet sich im Forstbezirk Biberach-Staat und liegt im Staatswald Biberach auf einem Teil des Distrikts 26 „Berger Tobel“ und umfasst das Flurstück 359 
auf Gemarkung Schweinhausen, Gemeinde Hochdorf.
Der Schonwald liegt im FFH-Gebiet Umlachtal und Riß südlich Biberach und der Schweinhauser Ortsbach fließt im Schutzgebiet.

## Geologie
Die Hangoberkanten des Berger Tobels bestehen aus Nagelfluh-Felsaufschlüssen. Die jeweils beschatteten Felsen sind bis zu 4 m hoch.

## Vegetation
Im Schonwald kommen laut Waldbiotopkartierung die folgenden Pflanzen vor:
Spitzahorn, Berg-Ahorn, Feldahorn, Ähriges Christophskraut, Giersch, Wald-Frauenfarn, Wald-Zwenke, Pfirsichblättrige Glockenblume,
Finger-Segge, Wald-Segge, Maiglöckchen, Gewöhnlicher Dornfarn, Echter Wurmfarn, Rotbuche, Gemeine Esche, Gewöhnliche Goldnessel,
Waldmeister, Wald-Labkraut, Gemeiner Efeu, Stinkende Nieswurz, Türkenbund, Rote Heckenkirsche, Wald-Bingelkraut, Gemeine Fichte,
Hain-Rispengras, Feld-Rose, Wald-Sanikel, Gewöhnliche Goldrute, Bergulme, Wald-Veilchen, Knoblauchsrauke, Gelbes Windröschen,
Aronstab, Wald-Geißbart, Schwarzstieliger Streifenfarn, Mauerraute, Braunstieliger Streifenfarn, Grünstieliger Streifenfarn, Rippenfarn,
Gemeine Hainbuche, Behaarter Kälberkropf, Hohler Lerchensporn, Gemeine Hasel, Zerbrechlicher Blasenfarn, Ruprechtskraut, Großes Springkraut,
Weißliche Hainsimse, Gelappter Schildfarn, Hohe Schlüsselblume, Stieleiche, Schwarzer Holunder, Fuchssches Greiskraut, Wald-Ziest,
Kriechender Günsel.
Im Schutzgebiet liegen drei Biotope: Buchenwald im Schonwald "Berger Tobel" mit der Biotopnummer 279244266577, Schluchtwald SW "Berger Tobel" SO Schweinh. mit der Biotopnummer 279244261248 und Kalktuffquelle im Schonwald "Berger Tobel" mit der Biotopnummer 279244266576.

## Schutzzweck
Der Schutzzweck des Schonwalds ist gemäß Schutzgebietsverordnung
- die Erhaltung der artenreichen und naturnahen, oft strauchreichen Laubwaldgesellschaften mit artenreicher Bodenvegetation, die meist aus ehemaligen Mittelwäldern, seltener aus Weide- oder Schälwäldern, hervorgegangen sind;
- die Sicherung des genetischen Potenzials der Laubwaldgesellschaften, insbesondere der z. T. seltenen, autochthonen Laubbaumarten;
- die Habitatsicherung für die im jeweiligen Laubwald typischen und seltenen Arten von Flora und Fauna.

## Betreuung
Wissenschaftlich betreut wird der Schonwald durch die Forstliche Versuchs- und Forschungsanstalt Baden-Württemberg (BVA).